# Julius Döpfner
Julius August Döpfner (ur. 26 sierpnia 1913 w Hausen k. Bad Kissingen, zm. 24 lipca 1976 w Monachium) – niemiecki duchowny katolicki, biskup Würzburga i Berlina, arcybiskup Monachium i Fryzyngi, kardynał.

## Życiorys
Od 1925 uczęszczał do niższego seminarium chłopięcego w Würzburgu, gdzie jako prymus zdał maturę w 1933. Uzyskał stypendium zagraniczne i kontynuował naukę w Collegium Germanicum Papieskiego Uniwersytetu Gregoriańskiego w Rzymie. Tam odebrał 29 października 1939 święcenia kapłańskie. W 1941 obronił doktorat teologii.
W latach 1941–1944 pracował jako duszpasterz w Grosswallstadt, Schweinfurcie i Gochsheim, następnie był prefektem niższego seminarium chłopięcego w Würzburgu, a w 1945 przeszedł do pracy w tamtejszym wyższym seminarium. 11 sierpnia 1948 został wybrany na biskupa Würzburga. 14 października tego samego roku odbierał sakrę z rąk arcybiskupa Bambergu Matthiasa Ehrenfrieda, stając się w wieku 35 lat jednym z najmłodszych biskupów na świecie (najmłodszym w Europie). W styczniu 1957 papież Pius XII przeniósł go na stolicę biskupią w Berlinie. Kolejny papież Jan XXIII powołał go w skład kolegium kardynalskiego na swoim pierwszym konsystorzu w grudniu 1958, nadając tytuł prezbitera Santa Maria della Scala. Także w gronie kardynałów Döpfner był najmłodszy.
3 lipca 1961 został promowany na arcybiskupa Monachium i Fryzyngi, ingres odbył 30 września tegoż roku. W latach 1962–1965 uczestniczył w Soborze Watykańskim II jako jeden z czterech moderatorów. W 1963 brał udział w konklawe po śmierci Jana XXIII. Od 1965 (do końca życia) kierował Konferencją Biskupów Niemieckich, od 1967 był regularnym uczestnikiem kolejnych sesji Światowego Synodu Biskupów w Watykanie.
Zmarł w lipcu 1976 w Monachium i został pochowany w miejscowej katedrze. Jego następcą na stolicy arcybiskupiej został Joseph Ratzinger, przyszły papież Benedykt XVI.